# Élections présidentielles sous la Cinquième République en Maine-et-Loire
Depuis l'adoption de la Constitution de la Cinquième République française en 1958, dix élections présidentielles ont eu lieu afin d'élire le président de la République. Cette page présente les résultats de ces élections en Maine-et-Loire.

## Synthèse des résultats du second tour
Conservateur, le Maine-et-Loire vote traditionnellement plus à droite que la France. C'est en particulier le cas en 1981, 1988 et 2012 où le département a placé en tête respectivement Valéry Giscard d'Estaing (57,59 %) Jacques Chirac (51,02 %) et Nicolas Sarkozy (51,15 %) alors qu'au niveau national ont été élus François Mitterrand (51,76 % et 54,02 %) et François Hollande (51,64 %). En 2017, Emmanuel Macron obtient 6,7 points de plus qu'au niveau national.
| année | Répartition des exprimés | Répartition des exprimés | Participation (% des inscrits) | Blancs ou nuls (% des votants) |

| 2017 | Emmanuel Macron (72,82 %) (France : 66,10 %) | Marine Le Pen (27,18 %) (France : 33,90 %) | 78,64 % (France : 77,77 %) | 2,36 % (France : 2,47 %) |

| 2012 | François Hollande (48,85 %) (France : 51,64 %) | Nicolas Sarkozy (51,15 %) (France : 48,36 %) | 84,38 % (France : 80,35 %) | 2,33 % (France : 5,82 %) |

| 2007 | Nicolas Sarkozy (54,15 %) (France : 53,06 %) | Ségolène Royal (45,85 %) (France : 46,94 %) | 87,87 % (France : 83,97 %) | 1,64 % (France : 4,20 %) |

| 2002 | Jacques Chirac (87,93 %) (France : 82,21 %) | J.-M. Le Pen (12,07 %) (France : 17,79 %) | 75,11 % (France : 79,71 %) | 4,77 % (France : 3,38 %) |

| 1995 | Jacques Chirac (56,99 %) (France : 52,64 %) | Lionel Jospin (43,01 %) (France : 47,36 %) | 82,69 % (France : 78,38 %) | 3,76 % (France : 2,81 %) |

| 1988 | François Mitterrand (48,98 %) (France : 54,02 %) | Jacques Chirac (51,02 %) (France : 45,98 % %) | 84,12 % (France : 81,35 %) | 2,73 % (France : 2,00 %) |

| 1981 | François Mitterrand (42,41 %) (France : 51,76 %) | Valéry Giscard d'Estaing (57,59 %) (France : 48,24 %) | 83,35 % (France : 81,09 %) | 1,86 % (France : 1,62 %) |

| 1974 | Valéry Giscard d'Estaing (63,24 %) (France : 50,81 %) | François Mitterrand (36,76 %) (France : 49,19 %) | 85,48 % (France : 84,23 %) | 1,02 % (France : 0,92 %) |

| 1969 | Georges Pompidou (63,67 %) (France : 58,21 %) | Alain Poher (36,33 %) (France : 41,79 %) | 79,27 % (France : 77,59 %) | 1,4 % (France : 1,29 %) |

| 1965 | Charles de Gaulle (67,5 %) (France : 55,20 %) | François Mitterrand (32,5 %) (France : 44,80 %) | 84,39 % (France : 84,75 %) | 1,05 % (France : 1,01 %) |

|  | ▲ |

## Résultats détaillés par scrutin

### 2017
Le premier tour de l'élection présidentielle de 2017 voit s'affronter onze candidats. Emmanuel Macron arrive en tête devant Marine Le Pen et tous deux se qualifient pour le second tour. Néanmoins, avec François Fillon et Jean-Luc Mélenchon, les scores des quatre candidats ayant recueilli le plus de voix sont serrés (4,43 points entre le 1er et le 4e). Pour la première fois, aucun des candidats des deux partis politiques pourvoyeurs jusque-là des présidents de la Ve République, n'est présent au second tour. Celui-ci se tient le dimanche 7 mai et se solde par la victoire d'Emmanuel Macron, avec un total de 20 753 798 bulletins de vote en sa faveur, soit 66,10 % des suffrages exprimés, face à la candidate du Front national, qui recueille 33,90 %. Le scrutin est néanmoins marqué par une forte abstention et par un record de votes blancs ou nuls.
En Maine-et-Loire, Emmanuel Macron arrive en tête du premier tour avec 26,51 % des exprimés, suivi de François Fillon (23,73 %), Jean-Luc Mélenchon (17,06 %), Marine Le Pen (16,98 %) et Benoît Hamon (6,44 %). Au second tour, les électeurs ont voté à 72,82 % pour Emmanuel Macron contre 27,18 % pour Marine Le Pen avec un taux de participation de 78,64 % des inscrits.
|             | EM          | Emmanuel Macron       | 121 685 | 26,51 %    | 288 817 | 72,82 %    |  |  |
|             | LR          | François Fillon       | 108 888 | 23,73 %    |         |            |  |  |
|             | LFI         | Jean-Luc Mélenchon    | 78 293  | 17,06 %    |         |            |  |  |
|             | FN          | Marine Le Pen         | 77 935  | 16,98 %    | 107 781 | 27,18 %    |  |  |
|             | PS          | Benoît Hamon          | 29 553  | 6,44 %     |         |            |  |  |
|             | DLF         | Nicolas Dupont-Aignan | 25 321  | 5,52 %     |         |            |  |  |
|             | NPA         | Philippe Poutou       | 5 696   | 1,24 %     |         |            |  |  |
|             | LO          | Nathalie Arthaud      | 3 860   | 0,84 %     |         |            |  |  |
|             | RES         | Jean Lassalle         | 3 483   | 0,76 %     |         |            |  |  |
|             | UPR         | François Asselineau   | 3 439   | 0,75 %     |         |            |  |  |
|             | SP          | Jacques Cheminade     | 805     | 0,18 %     |         |            |  |  |
|             |             |                       |         |            |         |            |  |  |
|             |             |                       | Nombre  | % inscrits | Nombre  | % inscrits |  |  |
| Inscrits    | Inscrits    | Inscrits              | 569 425 |            | 569 235 |            |  |  |
| Abstentions | Abstentions | Abstentions           | 97 038  | 17,04 %    | 121 568 | 21,36 %    |  |  |
| Votants     | Votants     | Votants               | 472 387 | 82,96 %    | 447 667 | 78,64 %    |  |  |
|             |             |                       |         |            |         |            |  |  |
|             |             |                       |         | % votants  |         | % votants  |  |  |
| Blancs      | Blancs      | Blancs                | 9 767   | 1,72 %     | 38 496  | 6,76 %     |  |  |
| Nuls        | Nuls        | Nuls                  | 3 662   | 0,64 %     | 12 573  | 2,21 %     |  |  |
| Exprimés    | Exprimés    | Exprimés              | 458 958 | 80,6 %     | 396 598 | 69,67 %    |  |  |

### 2012
Hollande, désigné par le PS à la suite d'une primaire ouverte, devance Sarkozy dès le premier tour de l'élection présidentielle de 2012 : c'est la première fois qu'un président sortant est ainsi devancé. Au second tour, Sarkozy est battu mais par un écart plus faible qu'attendu.
En Maine-et-Loire, Nicolas Sarkozy arrive en tête du premier tour avec 29,93 % des exprimés, suivi de François Hollande (27,1 %), Marine Le Pen (13,88 %), François Bayrou (12,77 %) et Jean-Luc Mélenchon (9,35 %). Au second tour, les électeurs ont voté à 48,85 % pour François Hollande contre 51,15 % pour Nicolas Sarkozy avec un taux de participation de 83,97 % des inscrits.
|                | UMP            | Nicolas Sarkozy       | 136 420 | 29,93 %    | 223 644 | 51,15 %    |  |  |
|                | PS             | François Hollande     | 123 534 | 27,1 %     | 213 611 | 48,85 %    |  |  |
|                | FN             | Marine Le Pen         | 63 252  | 13,88 %    |         |            |  |  |
|                | MoDem          | François Bayrou       | 58 196  | 12,77 %    |         |            |  |  |
|                | FG             | Jean-Luc Mélenchon    | 42 601  | 9,35 %     |         |            |  |  |
|                | EELV           | Éva Joly              | 10 737  | 2,36 %     |         |            |  |  |
|                | DLF            | Nicolas Dupont-Aignan | 10 087  | 2,21 %     |         |            |  |  |
|                | NPA            | Philippe Poutou       | 6 338   | 1,39 %     |         |            |  |  |
|                | LO             | Nathalie Arthaud      | 3 426   | 0,75 %     |         |            |  |  |
|                | S&P            | Jacques Cheminade     | 1 182   | 0,26 %     |         |            |  |  |
|                |                |                       |         |            |         |            |  |  |
|                |                |                       | Nombre  | % inscrits | Nombre  | % inscrits |  |  |
| Inscrits       | Inscrits       | Inscrits              | 553 014 |            | 553 191 |            |  |  |
| Abstentions    | Abstentions    | Abstentions           | 86 386  | 15,62 %    | 88 673  | 16,03 %    |  |  |
| Votants        | Votants        | Votants               | 466 628 | 84,38 %    | 464 518 | 83,97 %    |  |  |
|                |                |                       |         |            |         |            |  |  |
|                |                |                       |         | % votants  |         | % votants  |  |  |
| Blancs ou nuls | Blancs ou nuls | Blancs ou nuls        | 10 855  | 2,33 %     | 27 263  | 5,87 %     |  |  |
| Exprimés       | Exprimés       | Exprimés              | 455 773 | 97,67 %    | 437 255 | 97,67 %    |  |  |

### 2007
Au premier tour de l'élection présidentielle de 2007, Sarkozy réussit à capter une partie des voix de Le Pen et arrive largement en tête. Royal est la première femme qualifiée pour le second tour d'une élection présidentielle. Elle est battue avec une avance de 6 points.
En Maine-et-Loire, Nicolas Sarkozy arrive en tête du premier tour avec 30,97 % des exprimés, suivi de Ségolène Royal (23,24 %), François Bayrou (23,2 %), Jean-Marie Le Pen (7,12 %) et Philippe De Villiers (4,37 %). Au second tour, les électeurs ont voté à 54,15 % pour Nicolas Sarkozy contre 45,85 % pour Ségolène Royal avec un taux de participation de 86,94 % des inscrits.
|                | UMP            | Nicolas Sarkozy      | 144 495 | 30,97 %    | 242 330 | 54,15 %    |  |  |
|                | PS             | Ségolène Royal       | 108 443 | 23,24 %    | 205 221 | 45,85 %    |  |  |
|                | UDF            | François Bayrou      | 108 245 | 23,2 %     |         |            |  |  |
|                | FN             | Jean-Marie Le Pen    | 33 201  | 7,12 %     |         |            |  |  |
|                | MPF            | Philippe de Villiers | 20 392  | 4,37 %     |         |            |  |  |
|                | LCR            | Olivier Besancenot   | 19 717  | 4,23 %     |         |            |  |  |
|                | Les Verts      | Dominique Voynet     | 8 669   | 1,86 %     |         |            |  |  |
|                | LO             | Arlette Laguiller    | 6 430   | 1,38 %     |         |            |  |  |
|                | SE             | José Bové            | 5 421   | 1,16 %     |         |            |  |  |
|                | CPNT           | Frédéric Nihous      | 5 229   | 1,12 %     |         |            |  |  |
|                | GPA            | Marie-George Buffet  | 4 893   | 1,05 %     |         |            |  |  |
|                | CNRSP          | Gérard Schivardi     | 1 463   | 0,31 %     |         |            |  |  |
|                |                |                      |         |            |         |            |  |  |
|                |                |                      | Nombre  | % inscrits | Nombre  | % inscrits |  |  |
| Inscrits       | Inscrits       | Inscrits             | 539 902 |            | 540 056 |            |  |  |
| Abstentions    | Abstentions    | Abstentions          | 65 512  | 12,13 %    | 70 529  | 13,06 %    |  |  |
| Votants        | Votants        | Votants              | 474 390 | 87,87 %    | 469 527 | 86,94 %    |  |  |
|                |                |                      |         |            |         |            |  |  |
|                |                |                      |         | % votants  |         | % votants  |  |  |
| Blancs ou nuls | Blancs ou nuls | Blancs ou nuls       | 7 792   | 1,64 %     | 21 976  | 4,68 %     |  |  |
| Exprimés       | Exprimés       | Exprimés             | 466 598 | 98,36 %    | 447 551 | 95,32 %    |  |  |

### 2002
Après cinq années de cohabitation, un duel est attendu entre Chirac et le Premier ministre Jospin lors de l'élection présidentielle de 2002, mais, à la surprise générale, ce dernier est devancé par Le Pen au premier tour. Au second tour, Chirac bénéficie du ralliement de la gauche et reçoit un score sans précédent. Il s'agit de la première élection pour un mandat de cinq ans et non plus sept.
En Maine-et-Loire, Jacques  Chirac arrive en tête du premier tour avec 22,1 % des exprimés, suivi de Lionel  Jospin (15 %), Jean-Marie  Le Pen (11,67 %), François Bayrou (9,95 %) et Noel  Mamere (6,2 %). Au second tour, les électeurs ont voté à 87,93 % pour Jacques  Chirac contre 12,07 % pour Jean-Marie  Le Pen avec un taux de participation de 82,74 % des inscrits.
|                | RPR            | Jacques Chirac          | 80 628  | 22,1 %     | 353 118 | 87,93 %    |  |  |
|                | PS             | Lionel Jospin           | 54 721  | 15 %       |         |            |  |  |
|                | FN             | Jean-Marie Le Pen       | 42 583  | 11,67 %    | 48 488  | 12,07 %    |  |  |
|                | UDF            | François Bayrou         | 36 297  | 9,95 %     |         |            |  |  |
|                | Les Verts      | Noël Mamère             | 22 621  | 6,2 %      |         |            |  |  |
|                | LO             | Arlette Laguiller       | 21 853  | 5,99 %     |         |            |  |  |
|                | LCR            | Olivier Besancenot      | 17 258  | 4,73 %     |         |            |  |  |
|                | DL             | Alain Madelin           | 16 761  | 4,6 %      |         |            |  |  |
|                | CPNT           | Jean Saint-Josse        | 16 536  | 4,53 %     |         |            |  |  |
|                | MC             | Jean-Pierre Chevènement | 15 866  | 4,35 %     |         |            |  |  |
|                | Cap21          | Corinne Lepage          | 8 337   | 2,29 %     |         |            |  |  |
|                | FRS            | Christine Boutin        | 8 109   | 2,22 %     |         |            |  |  |
|                | PRG            | Christiane Taubira      | 7 584   | 2,08 %     |         |            |  |  |
|                | PC             | Robert Hue              | 6 975   | 1,91 %     |         |            |  |  |
|                | MNR            | Bruno Mégret            | 6 638   | 1,82 %     |         |            |  |  |
|                | PT             | Daniel Gluckstein       | 1 986   | 0,54 %     |         |            |  |  |
|                |                |                         |         |            |         |            |  |  |
|                |                |                         | Nombre  | % inscrits | Nombre  | % inscrits |  |  |
| Inscrits       | Inscrits       | Inscrits                | 509 959 |            | 509 922 |            |  |  |
| Abstentions    | Abstentions    | Abstentions             | 126 952 | 24,89 %    | 88 014  | 17,26 %    |  |  |
| Votants        | Votants        | Votants                 | 383 007 | 75,11 %    | 421 908 | 82,74 %    |  |  |
|                |                |                         |         |            |         |            |  |  |
|                |                |                         |         | % votants  |         | % votants  |  |  |
| Blancs ou nuls | Blancs ou nuls | Blancs ou nuls          | 18 254  | 4,77 %     | 20 302  | 4,81 %     |  |  |
| Exprimés       | Exprimés       | Exprimés                | 364 753 | 95,23 %    | 401 606 | 95,19 %    |  |  |

### 1995
Après une nouvelle cohabitation et alors que la droite est particulièrement divisée entre Chirac et le Premier ministre Balladur, Jospin réussit à arriver en tête au premier tour de l'élection présidentielle de 1995, malgré la très lourde défaite de la gauche aux législatives de 1993. Au second tour, il est battu par Chirac.
En Maine-et-Loire, Édouard Balladur arrive en tête du premier tour avec 25,08 % des exprimés, suivi de Lionel Jospin (20,92 %), Jacques Chirac (20,03 %), Jean-Marie Le Pen (10,09 %) et Philippe de Villiers (8,98 %). Au second tour, les électeurs ont voté à 56,99 % pour Jacques Chirac contre 43,01 % pour Lionel Jospin avec un taux de participation de 81,53 % des inscrits.
|                | RPR            | Édouard Balladur     | 97 763  | 25,08 %    |         |            |  |  |
|                | PS             | Lionel Jospin        | 81 544  | 20,92 %    | 161 865 | 43,01 %    |  |  |
|                | RPR            | Jacques Chirac       | 78 077  | 20,03 %    | 214 468 | 56,99 %    |  |  |
|                | FN             | Jean-Marie Le Pen    | 39 333  | 10,09 %    |         |            |  |  |
|                | MPF            | Philippe de Villiers | 34 982  | 8,98 %     |         |            |  |  |
|                | PC             | Robert Hue           | 21 338  | 5,47 %     |         |            |  |  |
|                | LO             | Arlette Laguiller    | 20 837  | 5,35 %     |         |            |  |  |
|                | Les Verts      | Dominique Voynet     | 14 721  | 3,78 %     |         |            |  |  |
|                | S&P            | Jacques Cheminade    | 1 153   | 0,3 %      |         |            |  |  |
|                |                |                      |         |            |         |            |  |  |
|                |                |                      | Nombre  | % inscrits | Nombre  | % inscrits |  |  |
| Inscrits       | Inscrits       | Inscrits             | 489 715 |            | 489 674 |            |  |  |
| Abstentions    | Abstentions    | Abstentions          | 84 755  | 17,31 %    | 90 419  | 18,47 %    |  |  |
| Votants        | Votants        | Votants              | 404 960 | 82,69 %    | 399 255 | 81,53 %    |  |  |
|                |                |                      |         |            |         |            |  |  |
|                |                |                      |         | % votants  |         | % votants  |  |  |
| Blancs ou nuls | Blancs ou nuls | Blancs ou nuls       | 15 212  | 3,76 %     | 22 922  | 5,74 %     |  |  |
| Exprimés       | Exprimés       | Exprimés             | 389 748 | 96,24 %    | 376 333 | 94,26 %    |  |  |

### 1988
Après deux ans de cohabitation, Mitterrand affronte le Premier ministre Chirac lors de l'élection présidentielle de 1988. Le Pen obtient au premier tour un score jusque-là sans précédent pour un parti d'extrême droite. Au second tour, Mitterrand est facilement réélu.
En Maine-et-Loire, François Mitterrand arrive en tête du premier tour avec 32,63 % des exprimés, suivi de Raymond Barre (24,28 %), Jacques Chirac (22,06 %), Jean-Marie Le Pen (9,53 %) et Antoine Waechter (4,15 %). Au second tour, les électeurs ont voté à 51,02 % pour Jacques Chirac contre 48,98 % pour François Mitterrand avec un taux de participation de 85,89 % des inscrits.
|                | PS                    | François Mitterrand | 122 978 | 32,63 %    | 186 672 | 48,98 %    |  |  |
|                | SE                    | Raymond Barre       | 91 498  | 24,28 %    |         |            |  |  |
|                | RPR                   | Jacques Chirac      | 83 133  | 22,06 %    | 194 444 | 51,02 %    |  |  |
|                | FN                    | Jean-Marie Le Pen   | 35 901  | 9,53 %     |         |            |  |  |
|                | Les Verts             | Antoine Waechter    | 15 622  | 4,15 %     |         |            |  |  |
|                | PC                    | André Lajoinie      | 10 353  | 2,75 %     |         |            |  |  |
|                | LO                    | Arlette Laguiller   | 9 673   | 2,57 %     |         |            |  |  |
|                | Communiste rénovateur | Pierre Juquin       | 6 022   | 1,6 %      |         |            |  |  |
|                | MPT                   | Pierre Boussel      | 1 683   | 0,45 %     |         |            |  |  |
|                |                       |                     |         |            |         |            |  |  |
|                |                       |                     | Nombre  | % inscrits | Nombre  | % inscrits |  |  |
| Inscrits       | Inscrits              | Inscrits            | 460 597 |            | 460 544 |            |  |  |
| Abstentions    | Abstentions           | Abstentions         | 73 165  | 15,88 %    | 64 991  | 14,11 %    |  |  |
| Votants        | Votants               | Votants             | 387 432 | 84,12 %    | 395 553 | 85,89 %    |  |  |
|                |                       |                     |         |            |         |            |  |  |
|                |                       |                     |         | % votants  |         | % votants  |  |  |
| Blancs ou nuls | Blancs ou nuls        | Blancs ou nuls      | 10 569  | 2,73 %     | 14 437  | 3,65 %     |  |  |
| Exprimés       | Exprimés              | Exprimés            | 376 863 | 97,27 %    | 381 116 | 96,35 %    |  |  |

### 1981
Lors de l'élection présidentielle de 1981, Giscard d'Estaing arrive en tête au premier tour et affronte, comme la fois précédente, Mitterrand. Pour la première fois, un président sortant est battu : Mitterrand devient le premier président de gauche de la Ve République.
En Maine-et-Loire, Valéry Giscard d'Estaing arrive en tête du premier tour avec 35,26 % des exprimés, suivi de François Mitterrand (23,91 %), Jacques Chirac (20,02 %), Georges Marchais (7,01 %) et Brice Lalonde (4,35 %). Au second tour, les électeurs ont voté à 63,24 % pour Valéry Giscard d'Estaing contre 42,41 % pour François Mitterrand avec un taux de participation de 87,21 % des inscrits.
|                | UDF            | Valéry Giscard d'Estaing | 123 998 | 35,26 %    | 209 507 | 57,59 %    |  |  |
|                | PS             | François Mitterrand      | 84 082  | 23,91 %    | 154 302 | 42,41 %    |  |  |
|                | RPR            | Jacques Chirac           | 70 413  | 20,02 %    |         |            |  |  |
|                | PC             | Georges Marchais         | 24 657  | 7,01 %     |         |            |  |  |
|                | MEP            | Brice Lalonde            | 15 298  | 4,35 %     |         |            |  |  |
|                | LO             | Arlette Laguiller        | 8 584   | 2,44 %     |         |            |  |  |
|                | MRG            | Michel Crépeau           | 8 245   | 2,34 %     |         |            |  |  |
|                | Divers droite  | Michel Debré             | 7 696   | 2,19 %     |         |            |  |  |
|                | Divers droite  | Marie-France Garaud      | 4 551   | 1,29 %     |         |            |  |  |
|                | PSU            | Huguette Bouchardeau     | 4 153   | 1,18 %     |         |            |  |  |
|                |                |                          |         |            |         |            |  |  |
|                |                |                          | Nombre  | % inscrits | Nombre  | % inscrits |  |  |
| Inscrits       | Inscrits       | Inscrits                 | 429 921 |            | 429 975 |            |  |  |
| Abstentions    | Abstentions    | Abstentions              | 71 589  | 16,65 %    | 54 973  | 12,79 %    |  |  |
| Votants        | Votants        | Votants                  | 358 332 | 83,35 %    | 375 002 | 87,21 %    |  |  |
|                |                |                          |         |            |         |            |  |  |
|                |                |                          |         | % votants  |         | % votants  |  |  |
| Blancs ou nuls | Blancs ou nuls | Blancs ou nuls           | 6 655   | 1,86 %     | 11 193  | 2,98 %     |  |  |
| Exprimés       | Exprimés       | Exprimés                 | 351 677 | 98,14 %    | 363 809 | 97,02 %    |  |  |

### 1974
L'élection présidentielle de 1974 est une élection anticipée à la suite de la mort de Pompidou. Mitterrand, candidat unique de la gauche, est largement en tête au premier tour devant Giscard d'Estaing, qui distance lui-même Chaban-Delmas. Au terme d'une campagne animée, marquée par un débat télévisé tendu, Giscard d'Estaing l'emporte avec une très courte avance.
En Maine-et-Loire, Valéry Giscard d'Estaing arrive en tête du premier tour avec 40,23 % des exprimés, suivi de François Mitterrand (30,78 %), Jacques Chaban-Delmas (13,95 %), Jean Royer (9,88 %) et Arlette Laguiller (2,41 %). Au second tour, les électeurs ont voté à 63,24 % pour Valéry Giscard d'Estaing contre 36,76 % pour François Mitterrand avec un taux de participation de 87,68 % des inscrits.
|                | RI             | Valéry Giscard d'Estaing | 120 999 | 40,23 %    | 194 384 | 63,24 %    |  |  |
|                | PS             | François Mitterrand      | 92 566  | 30,78 %    | 113 011 | 36,76 %    |  |  |
|                | UDR            | Jacques Chaban-Delmas    | 41 963  | 13,95 %    |         |            |  |  |
|                | SE             | Jean Royer               | 29 703  | 9,88 %     |         |            |  |  |
|                | LO             | Arlette Laguiller        | 7 238   | 2,41 %     |         |            |  |  |
|                | SE, écologiste | René Dumont              | 3 375   | 1,12 %     |         |            |  |  |
|                | FN             | Jean-Marie Le Pen        | 1 747   | 0,58 %     |         |            |  |  |
|                | MDSF           | Émile Muller             | 1 416   | 0,47 %     |         |            |  |  |
|                | FCR            | Alain Krivine            | 721     | 0,24 %     |         |            |  |  |
|                | NAR            | Bertrand Renouvin        | 520     | 0,17 %     |         |            |  |  |
|                | MFE            | Jean-Claude Sebag        | 368     | 0,12 %     |         |            |  |  |
|                |                |                          |         |            |         |            |  |  |
|                |                |                          | Nombre  | % inscrits | Nombre  | % inscrits |  |  |
| Inscrits       | Inscrits       | Inscrits                 | 355 424 |            | 355 452 |            |  |  |
| Abstentions    | Abstentions    | Abstentions              | 51 590  | 14,52 %    | 43 791  | 12,32 %    |  |  |
| Votants        | Votants        | Votants                  | 303 834 | 85,48 %    | 311 661 | 87,68 %    |  |  |
|                |                |                          |         |            |         |            |  |  |
|                |                |                          |         | % votants  |         | % votants  |  |  |
| Blancs ou nuls | Blancs ou nuls | Blancs ou nuls           | 3 086   | 1,02 %     | 4 266   | 1,37 %     |  |  |
| Exprimés       | Exprimés       | Exprimés                 | 300 748 | 98,98 %    | 307 395 | 98,63 %    |  |  |

### 1969
L'élection présidentielle de 1969 est une élection anticipée à la suite de la démission de De Gaulle. La gauche se lance désunie dans la course et, bien que Duclos (PCF) manque de le devancer, c'est le président par intérim Poher qui accède au second tour face à l'ex-Premier ministre Pompidou. Alors que Duclos refuse d'appeler à voter au second tour pour « bonnet blanc ou blanc bonnet », Pompidou est finalement largement élu.
En Maine-et-Loire, Georges Pompidou arrive en tête du premier tour avec 54,06 % des exprimés, suivi de Alain Poher (25,1 %), Jacques Duclos (10,81 %), Michel Rocard (4,11 %) et Gaston Defferre (3,83 %). Au second tour, les électeurs ont voté à 63,67 % pour Georges Pompidou contre 36,33 % pour Alain Poher avec un taux de participation de 72,82 % des inscrits.
|                | UDR            | Georges Pompidou | 143 690 | 54,06 %    | 151 860 | 63,67 %    |  |  |
|                | CD             | Alain Poher      | 66 718  | 25,1 %     | 86 668  | 36,33 %    |  |  |
|                | PC             | Jacques Duclos   | 28 733  | 10,81 %    |         |            |  |  |
|                | PSU            | Michel Rocard    | 10 915  | 4,11 %     |         |            |  |  |
|                | SFIO           | Gaston Defferre  | 10 193  | 3,83 %     |         |            |  |  |
|                | SE             | Louis Ducatel    | 3 416   | 1,29 %     |         |            |  |  |
|                | LC             | Alain Krivine    | 2 144   | 0,81 %     |         |            |  |  |
|                |                |                  |         |            |         |            |  |  |
|                |                |                  | Nombre  | % inscrits | Nombre  | % inscrits |  |  |
| Inscrits       | Inscrits       | Inscrits         | 340 093 |            | 340 134 |            |  |  |
| Abstentions    | Abstentions    | Abstentions      | 70 505  | 20,73 %    | 92 447  | 27,18 %    |  |  |
| Votants        | Votants        | Votants          | 269 588 | 79,27 %    | 247 687 | 72,82 %    |  |  |
|                |                |                  |         |            |         |            |  |  |
|                |                |                  |         | % votants  |         | % votants  |  |  |
| Blancs ou nuls | Blancs ou nuls | Blancs ou nuls   | 3 779   | 1,4 %      | 9 159   | 3,7 %      |  |  |
| Exprimés       | Exprimés       | Exprimés         | 265 809 | 98,6 %     | 238 528 | 96,3 %     |  |  |

### 1965
L'élection présidentielle de 1965 est la première élection au suffrage universel direct à la suite du référendum d'octobre 1962. De Gaulle est mis en ballottage, à la surprise générale, par Mitterrand, candidat unique de la gauche. La campagne du second tour est axée sur l'Europe et les relations internationales ainsi que sur l'armement nucléaire. De Gaulle est finalement réélu avec une large avance.
En Maine-et-Loire, Charles de Gaulle arrive en tête du premier tour avec 48,87 % des exprimés, suivi de Jean Lecanuet (25,27 %), François Mitterrand (18,38 %), Jean-Louis Tixier-Vignancour (4,52 %) et Pierre Marcilhacy (1,96 %). Au second tour, les électeurs ont voté à 67,5 % pour Charles de Gaulle contre 32,5 % pour François Mitterrand avec un taux de participation de 83,94 % des inscrits.
|                | UNR            | Charles de Gaulle            | 135 520 | 48,87 %    | 180 603 | 67,5 %     |  |  |
|                | MRP            | Jean Lecanuet                | 70 078  | 25,27 %    |         |            |  |  |
|                | CIR            | François Mitterrand          | 50 977  | 18,38 %    | 86 971  | 32,5 %     |  |  |
|                | SE             | Jean-Louis Tixier-Vignancour | 12 534  | 4,52 %     |         |            |  |  |
|                | PLE            | Pierre Marcilhacy            | 5 445   | 1,96 %     |         |            |  |  |
|                | SE             | Marcel Barbu                 | 2 740   | 0,99 %     |         |            |  |  |
|                |                |                              |         |            |         |            |  |  |
|                |                |                              | Nombre  | % inscrits | Nombre  | % inscrits |  |  |
| Inscrits       | Inscrits       | Inscrits                     | 332 078 |            | 332 111 |            |  |  |
| Abstentions    | Abstentions    | Abstentions                  | 51 837  | 15,61 %    | 53 326  | 16,06 %    |  |  |
| Votants        | Votants        | Votants                      | 280 241 | 84,39 %    | 278 785 | 83,94 %    |  |  |
|                |                |                              |         |            |         |            |  |  |
|                |                |                              |         | % votants  |         | % votants  |  |  |
| Blancs ou nuls | Blancs ou nuls | Blancs ou nuls               | 2 947   | 1,05 %     | 11 211  | 4,02 %     |  |  |
| Exprimés       | Exprimés       | Exprimés                     | 277 294 | 98,95 %    | 267 574 | 95,98 %    |  |  |